# Chuck Robb
Charles Spittal Robb, detto Chuck (Phoenix, 26 giugno 1939), è un politico e militare statunitense, senatore per lo stato della Virginia dal 1989 al 2001 ed in precedenza governatore dello stesso stato dal 1982 al 1986. Ancor prima, Robb ha servito come vicegovernatore della Virginia dal 1978 al 1982 ed è membro del Partito Democratico.

## Biografia
Fu il sessantaquattresimo governatore della Virginia. Crebbe nel census-designated place Mount Vernon, nella Contea di Fairfax. Studiò all'Università del Wisconsin-Madison.
Sposò Lynda Bird Johnson Robb il 9 dicembre 1967.

## Riconoscimenti
Per i suoi servigi durante la guerra del Vietnam ebbe una Bronze Star Medal